# Sonnenbank Flavour
Sonnenbank Flavour ist ein Lied des deutschen Rappers Bushido und die zweite Single aus dessen Album Von der Skyline zum Bordstein zurück. Auf diesem wurde das Lied am 4. September 2006 erstmals veröffentlicht, ehe es am 27. Oktober 2006 über ersguterjunge und Universal als Single erschien.
Sonnenbank Flavour erreichte in Deutschland Platz 15 der Singlecharts und in Österreich Platz 25. Es gilt gleichzeitig als eines der bekanntesten und untypischsten Lieder des Werkes von Bushido. In mehreren anderen Liedern von Bushido selbst oder anderer Künstler sind Referenzen oder Anspielungen auf das Lied Sonnenbank Flavour enthalten.
2007 wurde das Musikvideo zu Sonnenbank Flavour in der Kategorie Bestes Video für den Musikpreis Echo Pop nominiert, musste sich aber letztlich dem Titel Der letzte Tag der Gruppe Tokio Hotel geschlagen geben.

## Entstehung
In Interviews gab Bushido an, dass der Entstehungsprozess von Sonnenbank Flavour wegen der hohen Dichte an „Schlagwörter[n]“ im Verhältnis zum übrigen Album „schwieriger“ gewesen sei. Er nahm deshalb an, dass das Lied stilistisch einmalig in seiner Karriere bleiben dürfte und verglich es in dieser Hinsicht mit dem Titel MfG – Mit freundlichen Grüßen der deutschen Hip-Hop-Band Die Fantastischen Vier.
Hinsichtlich der Urheberschaft des Textes zu Sonnenbank Flavour wurde mehrfach behauptet, dass dieser von Eko Fresh geschrieben worden sei. Der Kölner Rapper La Honda behauptete in einem Interview mit dem Online-Magazin Hiphop.de, dass Eko Fresh der Autor sämtlicher Texte des Albums Von der Skyline zum Bordstein zurück sei. Kay One, der von 2006 bis 2012 Musik über Bushidos Label ersguterjunge veröffentlichte, behauptete in seinem 2014 veröffentlichten Bushido-Disstrack Tag des Jüngsten Gerichts ebenfalls, dass der Text des Liedes von Eko Fresh geschrieben sei. In einer 2022 vom Rap- und Hip-Hop-Journalisten Rooz Lee auf YouTube veröffentlichten Aufnahme eines Discord-Live-Streaming-Gesprächs mit Lee und dem langjährigen Mitbetreiber von ersguterjunge Arafat Abou-Chaker, behauptete auch letzterer dasselbe. Von Bushido oder Eko Fresh wurden solche Behauptungen nie bestätigt.

## Inhalt und Stil
Stilistisch gesehen stellt Sonnenbank Flavour ein untypisches Werk des Künstlers Bushido dar. Über weite Strecken bricht es mit den Rap- und sprachtypischen Satzstrukturen und reiht stattdessen lückenlos Nominative aneinander, die vielfach aber assoziativ miteinander verknüpft sind. Die Südwest Presse bezeichnete das Lied stilistisch daher als „Reizwortparade“.
In einer Zeile des Liedes bekennt sich der in Berlin wohnhafte Bushido als Fan des Fußballvereins Hertha BSC, über den in der Presse zeitgleich berichtet worden war, dass dessen Spieler insbesondere auf Wirken des Spielers Kevin-Prince Boateng des Öfteren Bushidos Lieder als Kabinenmusik verwenden würden. Bereits im Sommer 2007 relativierte Bushido diese Aussage bereits wieder und äußerte Überlegungen, den Text von Sonnenbank Flavour dahingehend zu ändern, den Verein durch „Schalke 04 oder Werder Bremen“ zu ersetzen. In späteren Interviews positionierte sich Bushido, nach eigenen Angaben seiner Freundschaft zu Spielern wie Jérôme Boateng, der bei Veröffentlichung des Liedes noch in der zweiten Mannschaft von Hertha BSC aktiv war, und Franck Ribéry wegen, als Fan des FC Bayern München.
Für größeres mediales Aufsehen sorgte die Textzeile „Doreen, Maskenmann – Aids-Test positiv“, die als „Diss“ gegen den zwischen 2003 und 2009 mehrfach mit einer verchromten Totenkopfmaske auftretenden Rapper Sido und dessen damalige Freundin, die Sängerin Doreen, verstanden wurde. Sido bildete gleichzeitig mit dem Rapper B-Tight das Duo Alles ist die Sekte, welches von den Künstlern „A.i.d.S.“ abgekürzt wurde. Bushido erklärte jedoch kein konkretes Wissen über eine durch den Text suggerierten AIDS-Erkrankung einer der beiden Personen zu haben.
Des Weiteren enthält das Lied Disses gegen die Plattenfirma Amstaff Entertainment, mit der sich Bushido bereits im Jahr 2005 anlässlich eines Diss-Tracks der Gruppe Automatikk auseinandergesetzt hatte, sowie die Rapper Raptile, Curse und die Rapgruppe Rapsoul. Ebenso Erwähnung in Sonnenbank Flavour finden Bushidos gemeinsam mit Fler aufgenommene Lieder Cordon Sport Massenmord und Heavy Metal Payback, welche im Jahr 2002 auf ihrem Kollaborationsalbum Carlo Cokxxx Nutten bzw. dem Aggro-Berlin-Labelsampler Aggro Ansage Nr. 2 veröffentlicht wurden.

## Produktion
Das Lied wurde von Bushido produziert. Sonnenbank Flavour verwendet dabei ein Sample des Lieds Epitaph der Band Antimatter.

## Titelliste
Neben dem Lied Sonnenbank Flavour selbst, das ebenso als Instrumental-Version vorhanden ist, enthält die Single zudem mit Sharpshooter und Ich denk an meine Liebsten zwei weitere Titel Bushidos, die von dem österreichischen Produzentenduo Beatlefield Productions, das aus den zum Veröffentlichungszeitpunkt ebenfalls bei Bushidos Plattenfirma ersguterjunge unter Vertrag stehenden Chakuza und DJ Stickle besteht, produziert wurde. Außerdem enthält die Single noch den von Bushido selbst produzierten Titel L.o.n.s., auf welchem dieser von den Rappern Eko Fresh und Summer Cem begleitet wird. Das Kürzel „L.o.n.s.“ soll dabei für „Leader of the new school“ stehen.
1. Sonnenbank Flavour 3:42
2. Sonnenbank Flavour (Instrumental) 3:41
3. Sharpshooter 3:58
4. Ich denk an meine Liebsten 3:47
5. L.o.n.s. (feat. Eko Fresh & Summer Cem) 4:41

## Remixe
Nach Veröffentlichung der Single wurden über verschiedene Online-Portale Remixe von Sonnenbank Flavour angeboten. Über iTunes eine von D-Bo produzierte Version angeboten, auf die Website von Vodafone wurde ein Remix des Produzenten Decay und auf Musikdownloadshop Musicload ein Remix des Produzenten Screwaholic veröffentlicht.
Darüber hinaus enthält die Platinum-Edition des Albums Vom Bordstein zur Skyline zurück einen weiteren Remix des Liedes von dem Hamburger Produzenten Faible.

## Musikvideo
Unter der Regie von Hinrich Plug wurde von der Produktionsfirma Katapult Filmproduktion für Sonnenbank Flavour ein Musikvideo gedreht. Dieses wurde zunächst am 18. Oktober 2006, neun Tage vor Erscheinen der Single, auf Bushidos Homepage veröffentlicht. Einen Tag später feierte es seine TV-Premiere in der MTV-Sendung TRL.
Zu Beginn des Videos sieht man den Rapper Eko Fresh eine Sonnenbank putzen und diese letztlich auf Geheiß einer Frau einschalten. Während der Strophen ist hauptsächlich Bushido zu sehen, dessen Text an mehreren Stellen illustriert wird. So ist etwa bei Erwähnung von Bushidos ehemaliger Plattenfirma Aggro Berlin kreissägeblattförmige Logo der Firma zu sehen, welches mit einem Baseballschläger zerschlagen wird. Während des Refrains wird eine Vielzahl symmetrisch zueinander angeordneter Sonnenbänke gezeigt, die von jeweils einer tanzenden Frau besetzt sind. Der letzte Refrain zeigt Bushido inmitten von drei einander umfassten Sonnenbank-Kreisformationen, welche entgegengesetzt zueinander um den Rapper rotieren.
Neben Eko Fresh haben auch der bei ersguterjunge unter Vertrag stehende Rapper Baba Saad sowie die beiden damals bei Hertha BSC aktiven Fußballspieler Andreas Neuendorf und Malik Fathi einen kurzen Gastauftritt.

## Rezeption

### Kritik
Von Musikmedien erhielt Sonnenbank Flavour überwiegend positive Kritiken. Philipp Gässlein von der Redaktion der E-Zine laut.de hob das Lied im Rahmen seiner Rezension des Albums Von der Skyline zum Bordstein zurück, das mit 4 von 5 Sternen bewertet wurde, als einen der Höhepunkte des Albums hervor und bezeichnete Bushidos Leistung auf dem Lied sowie den Albumtiteln Universal Soldier, Alphatier und Hast du was, bist du was als „atmosphärisch perfekt“.
Die Rap.de-Redaktion urteilte in ihrer Rezension des Albums, dass Sonnenbank Flavour und der Albumtitel Blaues Licht den Hörer „glauben [machen], dass Bushido seinen beinahe verlorenen, bangenden Flow wieder gefunden hat“.
Die Online-Redaktion der Bild hob im Rahmen ihrer Rezension der Platinum-Edition des Albums Vom Bordstein zur Skyline zurück den Sonnenbank Flavour des Produzenten Faible als Hauptgrund für die ausgesprochene Kaufempfehlung hervor und urteilte, dass „Sein Remix […] das Original, wie auch den „Srewaholic“-Remix um Weiten [übertreffe]“.

### Kritikerpreise
Gewonnen
- Juice Awards
  - 2007: in der Kategorie „Bestes Video National“

Nominiert
- Echo
  - 2007: in der Kategorie „Bestes Video“
- Hiphop.de Awards[18]
  - 2006: in der Kategorie „Beste Single National“
  - 2006: in der Kategorie „Bestes Video National“
  - 2006: in der Kategorie „Beste Punchline“

## Kommerzieller Erfolg
In Deutschland erreichte die Single Platz 15 der Media-Control-Charts und konnte sich insgesamt 13 Wochen in den Top 100 platzieren. Gemeinsam mit der Doppelsingle Endgegner/Staatsfeind Nr. 1 aus dem Jahr 2005 stellte Sonnenbank Flavour damit zu diesem Zeitpunkt Bushidos am längsten in den deutschen Single-Charts platzierte Single dar. Seither hat der Künstler allein mit den Liedern Alles Verloren (2007), Für euch alle (2018) und Für immer jung (2008) welche sich 14, 15 bzw. 24 Wochen in den deutschen Single-Charts hielten, eine höhere Verweildauer erzielen können. In Österreich stieg Sonnenbank Flavour am 10. November 2006 auf Platz 30 der Single-Charts ein und erreichte zwei Wochen später seinen Höchststand auf Platz 25. Insgesamt hielt sich das Lied 11 Wochen in den Charts. Bis zur Veröffentlichung von Alles verloren im Jahr 2007 war Sonnenbank Flavour damit Bushidos bis dato erfolgreichste Single in Österreich.
| ChartsChartplatzierungen | Höchstplatzierung | Wochen |
| ------------------------ | ----------------- | ------ |
| Deutschland (GfK)        | 15 (13 Wo.)       | 13     |
| Österreich (Ö3)          | 25 (11 Wo.)       | 11     |

## Nachwirkung

### Coverversionen und Parodien
Im Jahr 2006 veröffentlichte der Rapper Prinz Pi ein Cover von Sonnenbank Flavour mit dem Titel Bonzenland Flavour.
Die Rapper Shox und Richter veröffentlichten 2007 den Song Counter-Strike Flavour, ein Cover von Sonnenbank Flavour. Hierbei handelt es sich um eine Hommage an die Ego-Shooter Reihe Counter-Strike.
Der Rapper LeHombre aus Elmshorn veröffentlichte 2008 mit Oberstufenflavour eine Parodie von Sonnenbank Flavour.
In der am 28. Mai 2015 ausgestrahlten 16. Folge der ZDF-Sendung Neo Magazin Royale trug der deutsche Rapper Alligatoah einen Teil von Sonnenbank Flavour als Teil der von Showmoderator Jan Böhmermann und Dendemann aufgeführten German History of Rap vor.

### Referenzen & Zitate
In einigen Liedern anderer deutschsprachiger Künstler finden sich Referenzen oder Anspielungen auf Sonnenbank Flavour.
Eko Fresh rappt auf dem Lied Vendetta, das er gemeinsam mit Bushido und Chakuza 2006 als Single aus dem gleichnamigen ersguterjunge-Labelsampler veröffentlichte, die Zeile „im letzten Video hab ich noch die Sonnenbank geputzt“ und spielt damit auf seinen Auftritt im Sonnenbank Flavour-Musikvideo an.
Bushidos Kollaborationspartner zu gemeinsamen Aggro Berlin-Zeiten Fler veröffentlichte 2007 auf seinem Mixtape Airmax Muzik mit Nochmal 100 Bars, einen Disstrack gegen Bushido, auf welchem er Sonnenbank Flavour nennt. Im selben Jahr zitierte Favorite die Textzeile „Das ist der Sonnenbank Flavour“ in dem auf Harlekin veröffentlichten Lied Für einen guten Zweck.
Der Kieler Rapper Persteasy verwendete am Ende seines Viertelfinal-Beitrags zur Splash!-Edition des Videobattleturniers 2013 ein Sample des Refrains von Sonnenbank-Flavour.
Die Sonnenbank Flavour-Textezeile „Hautcreme, Haarwachs, Nikotin, Alkohol – Alle Kids gehen raus, Album holen“ wurde von verschiedenen Künstlern in mehreren anderen Werken zitiert oder gesamplet. 2012 dichtete Bushido selbst diese für seine Strophe des gemeinsam mit Kay One und Shindy aufgenommenen Liedes Lagerfeld Flow, welches auf Kay Ones Album Prince of Belvedair veröffentlicht wurde, in „Hautcreme, Haarwachs, Nikotin, Alkohol – Alle Kids rausgehen, Kay Ones Album holen“ um. Auch Bushidos nachfolgende Zeile „Blitzlicht, Lifestyle, jedes Jahr angezeigt. Am Kamin kein Platz, Scheißhaus, Bambipreis.“ wurde dabei im Stile von Sonnenbank Flavour gestaltet und eingerappt. Das Lied Nikotin & Alkohol der Deluxe-Version des Shindy Albums FVCKB!TCHE$GETMONE¥ aus dem Jahr 2014 benutzt ein Sample der Textzeile. 2022 zitierte der Rapper Pashanim die Zeile in dem Lied Kleiner Prinz, das von dem DJ Stickle, der zwischen 2005 und 2010 bei Bushidos Label ersguterjunge unter Vertrag stand, produziert wurde.

### Angelehnte Lieder
Mit dem als Hommage an Sonnenbank Flavour gedachten Lied Osama Flow seines Albums Sonny Black veröffentlichte Bushido im Frühjahr 2014 ein Lied mit ähnlicher Text- und Liedstruktur. 2018 tat er dasselbe auf dem Lied Stiche, das auf seinem Album Mythos veröffentlicht wurde.
Auch das 2016 von Eko Fresh auf seinem Album Freezy erschienene Lied Danke EK! ist dem Stil von Sonnenbank Flavour nachempfunden. Jede Strophe des Liedes beginnt dabei mit einer Nennung des Sonnenbank Flavour. Zudem wird im Refrain die Textzeile „Bedankt euch bei Eko für den Sonnenbank Flavour“ des Kay One Liedes Tag des Jüngsten Gerichts gesampelt.
2017 veröffentlichte der Rapper Mert das Lied Boxerschnitt Flavour, welches von Musikmedien ebenfalls an die Text- und Liedstruktur von Sonnenbank Flavour angelehnt eingeordnet wurde.
Die zu diesem Zeitpunkt bei ersguterjunge unter Vertrag stehenden Rapper Capital Bra und Samra veröffentlichten 2018 auf Capital Bras Fickt euch alle EP, die ebenfalls dem Bushido Album Mythos, in dessen Deluxe-Box, beigefügt war, eine Version von Sonnenbank Flavour mit anderem Text und Musik. Die erste Strophe von Capital Bra enthält dabei mehrere Zitate des Bushido-Originals. Im Outro des Liedes rappen Capital Bra und Samra zudem im Wechsel die erste Hälfte der Bushido-Version vonSonnenbank Flavour.